# Conrad Ramstedt
Conrad Ramstedt (* 1. Februar 1867 in Hamersleben; † 7. Februar 1963 in Münster) war ein deutscher Chirurg.

## Leben
Conrad Ramstedt wurde als Sohn des geheimen Sanitätsrates Constantin Ramstedt (1831–1911) und dessen Ehefrau Agnes Ramstedt, geborene Lackmann (1841–1936), in Hamersleben im heutigen Sachsen-Anhalt geboren. Von 1889 bis 1894 studierte er Medizin in Heidelberg, Berlin und Halle (Saale). 1889 wurde er Mitglied des Corps Vandalia Heidelberg. 1893 wurde er in Halle zum Dr. med. promoviert. 1894 wurde er Assistent bei Max Oberst am Knappschaftskrankenhaus Bergmannstrost in Halle. Von 1896 bis 1901 absolvierte Ramstedt die Fachausbildung an der Chirurgischen Universitätsklinik Halle bei Fritz Gustav von Bramann.
Im Jahr 1901 kam er als aktiver Sanitätsoffizier im Kürassier-Regiment „von Driesen“ (Westfälisches) Nr. 4 erstmals nach Münster, das bis zum Ende seines Lebens seine Heimat werden sollte. 1903 eröffnete er dort eine „Privatklinik für schwere Fälle“. 1909 folgte der Wechsel an die Raphaelsklinik, in der ihm von den Clemensschwestern eine Chirurgische Abteilung eingerichtet wurde. 1911 führte er die erste Operation der Magenausgangsverengung (Pylorusstenose) infolge einer Muskelhypertrophie an einem kleinen Jungen durch. 1912 stellte Ramstedt auf der Tagung der Gesellschaft Deutscher Naturforscher und Ärzte in Münster sein neues Operationsverfahren vor, das noch heute als „Ramstedt-Operation“ angewandt wird. Zudem baute er die beim Pylorospasmus des Säuglings durchgeführte Weber-Ramstedtsche Operation technisch aus. 1914 wurde Conrad Ramstedt zum Oberstabs- und Regimentsarzt ernannt. 
1947 beendet er seine Tätigkeit als Chefarzt der Chirurgischen Abteilung. Auf Vorschlag des Ärztekollegiums der Raphaelsklinik wurde Ramstedt 1957 das große Verdienstkreuz der Bundesrepublik Deutschland verliehen. 1963 starb Ramstedt im Alter von 96 Jahren.
Conrad Ramstedt war seit 1920 verheiratet mit Felicitas geb. Bahlmann (1892–1978), einer Tochter von Karl Bahlmann. Er war Patenonkel von Karl Lagerfeld. Lagerfeld sagte über ihn: „Das war der schickste Mann, den ich je gesehen habe, und der einzige Mensch, der mich je geohrfeigt hat“.

## Veröffentlichungen (Auswahl)
- Zur Operation der angeborenen Pylorusstenose. In: Medizinische Klinik. Band 42, 1912, S. 1702 ff.
- Die Operation der angeborenen Pylorusstenosen der Säuglinge. In: Zentralblatt für Chirurgie. 1913, Nr. 1.